# Amtssee (Chorin)

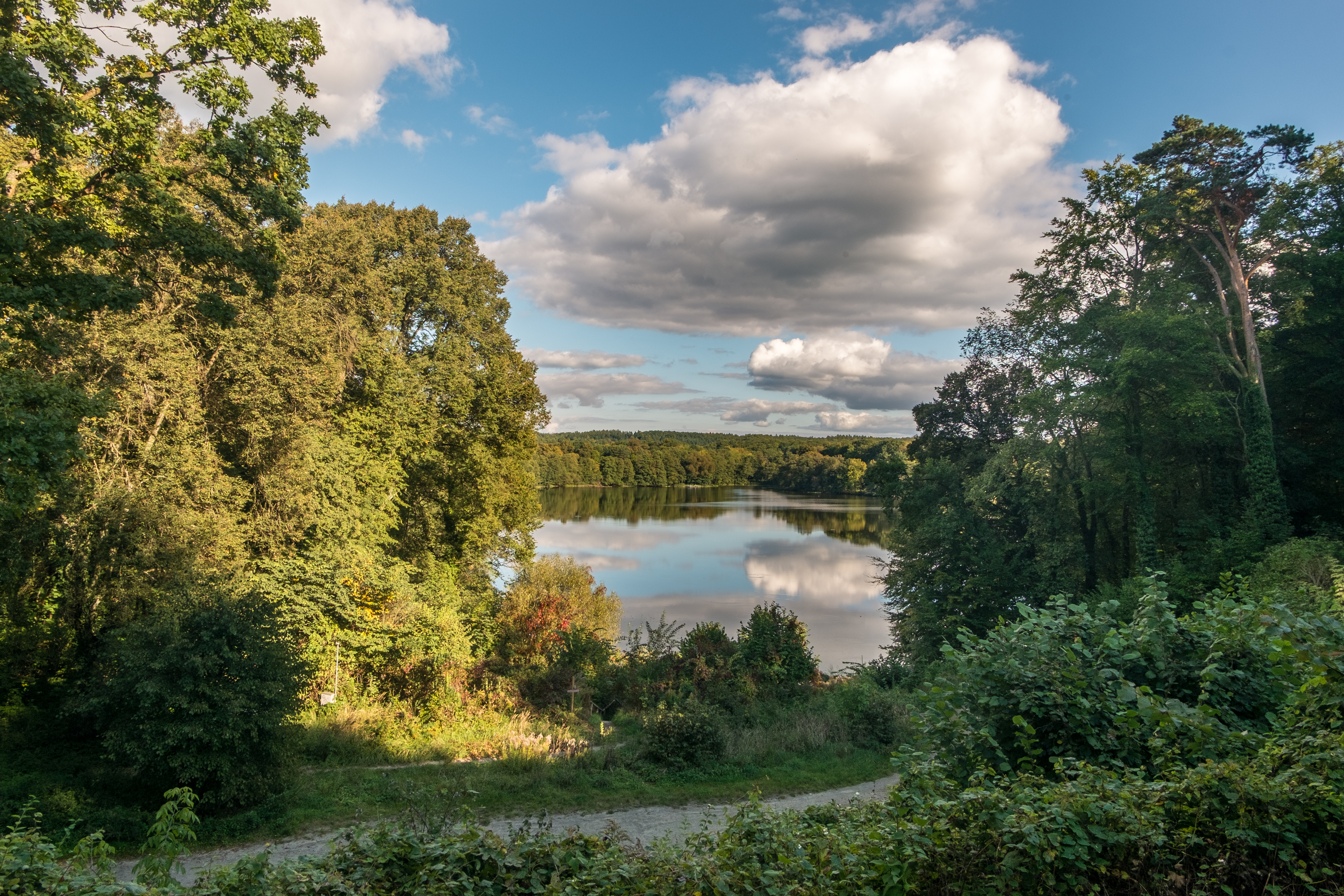
Blick auf den See von Nordwesten aus

Der Amtssee (früher Choriner See oder Chorin-See, Kleiner Chorin-See) ist ein kleiner See im Brandenburger Landkreis Barnim. Er liegt in der Gemeinde Chorin und ist vor allem wegen des Klosters Chorin, das Mönche des Zisterzienserordens im 13. Jahrhundert an seinem Südufer erbauten, bekannt. Die Klosterreste zählen zu den bedeutendsten Bauwerken der Backsteingotik in Brandenburg.

## Geographie
Der Amtssee hat in etwa die Form eines Trapezes mit einer maximalen Ausdehnung in West-Ost-Richtung von rund 600 Metern und in Nord-Süd-Richtung von rund 400 Metern. Im westlichen Bereich befindet sich eine kleine bewaldete Insel und am Nordufer eine Badestelle. Am Ostufer führt die ehemalige Bundesstraße 2 entlang. Der Dorfkern Chorins liegt einen Kilometer entfernt in nordwestlicher Richtung.

## Hydrographische Verhältnisse
Der See gehört zum Biosphärenreservat Schorfheide-Chorin, einer gewässerreichen Kulturlandschaft. Das Gebiet am See ist vom Choriner Endmoränenbogen der Pommerschen Staffel des Weichseleis-Rückzugs geprägt. Der See liegt in einer Senke mit glazifluviatilen Sanden und Kiesen der Sander-Angermünder Staffel. In dieser Senke haben sehr wahrscheinlich Schmelzwasser den Endmoränenbogen durchbrochen. Der See ist stabil geschichtet und hat den Trophie-Index 3,0 (eutroph).

## Geschichte
Den heutigen Namen Amtssee trägt das Gewässer nach dem Amt Chorin, das im 16. Jahrhundert nach der Säkularisation des Klosters gebildet wurde. Auf den historischen Zustand des Sees könnte die Etymologie des Namens Chorin hinweisen, der aus dem Slawischen stammt. Laut Reinhard E. Fischer ist der Begriff mehrdeutig und bedeutet entweder Siedlung eines Mannes namens Chora oder krankes (fischarmes) Gewässer.
Den natürlichen Abfluss bildete bis in das 15. Jahrhundert der Oberlauf der Ragöse (Mühlengraben), der an der Ost- und Südseite um das Kloster herumführte. Steigende Wasserstände veranlassten die Mönche zu einem 200 Meter langen geraden Grabendurchstich vom See direkt zur Ragöse auf der Klosterwestseite. Das Bett des Ragöseoberlaufs schütteten sie später zu. Der Durchstich bildete die Verlängerung des Nettelgrabens, den die Klosterbrüder bereits im 13. Jahrhundert angelegt hatten, um mehr Wasser zur Versorgung der Mühlen und des Klosters zuzuführen. Der Nettelgraben führte und führt noch heute vom Nordufer des Amtssees zum höher gelegenen und heute isolierten Weißen See, der zur Zeit der Grabenanlage eine Bucht des Parsteiner Sees bildete.